# 148P/Anderson-LINEAR
148P/Anderson-LINEAR – kometa krótkookresowa, należąca do rodziny komet Jowisza.

## Odkrycie
Kometę odkryła na początku 1967 roku astronom Jean H. Anderson na zdjęciach wykonanych przez Willema Jacoba Luytena w dniach 22–25 listopada 1963 roku w Obserwatorium Palomar. Ponieważ było zbyt mało obserwacji, by obliczyć dokładnie jej orbitę, kometa została zagubiona i nie była obserwowana podczas kolejnych powrotów w pobliże Słońca.
Ponownie została odkryta 24 września 2000 roku w ramach programu obserwacyjnego LINEAR i wstępnie sklasyfikowana jako planetoida. Zdjęcie wykonane 24 listopada 2000 ujawniło obecność komy i warkocza, a już następnego dnia obiekt został oficjalnie uznany za kometę. 23 grudnia 2000 Centralne Biuro Telegramów Astronomicznych ogłosiło, że Syuichi Nakano obliczył, iż jest to ta sama kometa, którą odkryła Anderson w 1967 roku.

## Orbita komety
Orbita komety 148P/Anderson-LINEAR ma kształt elipsy o mimośrodzie 0,54. Jej peryhelium znajduje się w odległości 1,69 j.a., aphelium zaś 5,66 j.a. od Słońca. Jej okres obiegu wokół Słońca wynosi 7,04 roku, nachylenie orbity do ekliptyki to wartość 3,68˚.